# Liste der Kulturdenkmäler in Erksdorf
Die folgende Liste enthält die in der Denkmaltopographie ausgewiesenen Kulturdenkmäler auf dem Gebiet des Ortsteils Erksdorf der  Stadt Stadtallendorf, Landkreis Marburg-Biedenkopf, Hessen.
Hinweis: Die Reihenfolge der Denkmäler in dieser Liste orientiert sich an der Anschrift, alternativ ist sie auch nach der Bezeichnung oder der Bauzeit sortierbar.
Kulturdenkmäler werden fortlaufend im Denkmalverzeichnis des Landes Hessen durch das Landesamt für Denkmalpflege Hessen auf Basis des Hessischen Denkmalschutzgesetzes (HDSchG) geführt. Die Schutzwürdigkeit eines Kulturdenkmals hängt nicht von der Eintragung in das Denkmalverzeichnis des Landes Hessen oder der Veröffentlichung in der Denkmaltopographie ab.

Die Liste der Kulturdenkmäler in Erksdorf enthält alle Kulturdenkmäler auf dem Gebiet des Stadtteils Erksdorf in Stadtallendorf, die in der vom Landesamt für Denkmalpflege Hessen 2002 herausgegebenen Denkmaltopographie Landkreis Marburg-Biedenkopf I veröffentlicht wurden.

## Legende
- Bezeichnung: Nennt den Namen, die Bezeichnung oder die Art des Kulturdenkmals.
- Lage: Nennt den Straßennamen und wenn vorhanden die Hausnummer des Kulturdenkmals. Die Grundsortierung der Liste erfolgt nach dieser Adresse. Der Link „Karte“ führt zu verschiedenen Kartendarstellungen und nennt die Koordinaten des Kulturdenkmals.
- Beschreibung: Nennt bauliche und geschichtliche Einzelheiten des Kulturdenkmals, vorzugsweise die Denkmaleigenschaften. In Klammern sollte die Begründung des Denkmalwertes abgekürzt angegeben werden: g = geschichtlich, k = künstlerisch, s = städtebaulich, t = technisch, w = wissenschaftlich.
- Bauzeit: Gibt die Datierung an; das Jahr der Fertigstellung bzw. den Zeitraum der Errichtung. Eine Sortierung nach Jahr ist möglich.

## Gesamtanlage Erksdorf
| Bild            | Bezeichnung           | Lage | Beschreibung                    | Bauzeit | Daten |
| --------------- | --------------------- | --- | ------------------------------- | ------- | ----- |
| Bild gesucht BW | Gesamtanlage Erksdorf | Auf der Kraft 2–6, Blaue Pfütze, Hallegasse, Hans-Ludwig-Straße 1–9, 2–14, Hatzbacher Straße 1–25, 2–20, Langensteiner Straße 1–7, 2, 4, Speckswinkeler Straße 1, 2, 4, Steinweg, Torstraße, Wolfsgraben 1–5, 2 Lage |                                 |         |       |
| Bild gesucht BW | Windebrunnen          | Auf der Kraft o. Nr. Lage |                                 |         |       |
| Bild gesucht BW |                       | Auf der Kraft 2 Lage |                                 |         |       |
| Bild gesucht BW |                       | Auf der Kraft 4 Lage | (nur als Teil der Gesamtanlage) |         |       |
| Bild gesucht BW |                       | Auf der Kraft 6 Lage | (nur als Teil der Gesamtanlage) |         |       |
| Bild gesucht BW |                       | Blaue Pfütze 1 Lage | (nur als Teil der Gesamtanlage) |         |       |
| Bild gesucht BW |                       | Blaue Pfütze 2 Lage | (nur als Teil der Gesamtanlage) |         |       |
| Bild gesucht BW |                       | Blaue Pfütze 3 Lage | (nur als Teil der Gesamtanlage) |         |       |
| Bild gesucht BW |                       | Blaue Pfütze 4 Lage | (nur als Teil der Gesamtanlage) |         |       |
| Bild gesucht BW |                       | Blaue Pfütze 5 Lage | (nur als Teil der Gesamtanlage) |         |       |
| Bild gesucht BW |                       | Blaue Pfütze 6 Lage | (nur als Teil der Gesamtanlage) |         |       |
| Bild gesucht BW |                       | Blaue Pfütze 7 Lage |                                 |         |       |
| Bild gesucht BW |                       | Blaue Pfütze 8 Lage |                                 |         |       |
| Bild gesucht BW |                       | Blaue Pfütze 10 Lage | (nur als Teil der Gesamtanlage) |         |       |
| Bild gesucht BW |                       | Hallegasse 1 Lage |                                 |         |       |
| Bild gesucht BW |                       | Hallegasse 2 Lage |                                 |         |       |
| Bild gesucht BW |                       | Hallegasse 3 Lage | (nur als Teil der Gesamtanlage) |         |       |
| Bild gesucht BW |                       | Hallegasse 4 Lage | (nur als Teil der Gesamtanlage) |         |       |
| Bild gesucht BW |                       | Hallegasse 6 Lage | (nur als Teil der Gesamtanlage) |         |       |
| Bild gesucht BW |                       | Hans-Ludwig-Straße 1 Lage | (nur als Teil der Gesamtanlage) |         |       |
| Bild gesucht BW |                       | Hans-Ludwig-Straße 2 Lage |                                 |         |       |
| Bild gesucht BW |                       | Hans-Ludwig-Straße 3 Lage | (nur als Teil der Gesamtanlage) |         |       |
| Bild gesucht BW |                       | Hans-Ludwig-Straße 4 Lage |                                 |         |       |
| Bild gesucht BW |                       | Hans-Ludwig-Straße 5 Lage |                                 |         |       |
| Bild gesucht BW |                       | Hans-Ludwig-Straße 6 Lage | (nur als Teil der Gesamtanlage) |         |       |
| Bild gesucht BW |                       | Hans-Ludwig-Straße 7 Lage |                                 |         |       |
| Bild gesucht BW |                       | Hans-Ludwig-Straße 8 Lage | (nur als Teil der Gesamtanlage) |         |       |
| Bild gesucht BW |                       | Hans-Ludwig-Straße 9 Lage | (nur als Teil der Gesamtanlage) |         |       |
| Bild gesucht BW |                       | Hans-Ludwig-Straße 10 Lage |                                 |         |       |
| Bild gesucht BW |                       | Hans-Ludwig-Straße 12 Lage | (nur als Teil der Gesamtanlage) |         |       |
| Bild gesucht BW |                       | Hans-Ludwig-Straße 14 Lage |                                 |         |       |
| Bild gesucht BW |                       | Hatzbacher Straße 1 Lage |                                 |         |       |
| Bild gesucht BW |                       | Hatzbacher Straße 2 Lage |                                 |         |       |
| Bild gesucht BW |                       | Hatzbacher Straße 3 Lage |                                 |         |       |
| Bild gesucht BW |                       | Hatzbacher Straße 4 Lage | (nur als Teil der Gesamtanlage) |         |       |
| Bild gesucht BW |                       | Hatzbacher Straße 5 Lage | (nur als Teil der Gesamtanlage) |         |       |
| Bild gesucht BW |                       | Hatzbacher Straße 6 Lage | (nur als Teil der Gesamtanlage) |         |       |
| Bild gesucht BW |                       | Hatzbacher Straße 7 Lage | (nur als Teil der Gesamtanlage) |         |       |
| Bild gesucht BW |                       | Hatzbacher Straße 8 Lage | (nur als Teil der Gesamtanlage) |         |       |
| Bild gesucht BW |                       | Hatzbacher Straße 9 Lage |                                 |         |       |
| Bild gesucht BW |                       | Hatzbacher Straße 10 Lage |                                 |         |       |
| Bild gesucht BW |                       | Hatzbacher Straße 11 Lage | (nur als Teil der Gesamtanlage) |         |       |
| Bild gesucht BW |                       | Hatzbacher Straße 12 Lage |                                 |         |       |
| Bild gesucht BW |                       | Hatzbacher Straße 13 Lage |                                 |         |       |
| Bild gesucht BW |                       | Hatzbacher Straße 14 Lage | (nur als Teil der Gesamtanlage) |         |       |
| Bild gesucht BW |                       | Hatzbacher Straße 15 Lage |                                 |         |       |
| Bild gesucht BW |                       | Hatzbacher Straße 16 Lage |                                 |         |       |
| Bild gesucht BW |                       | Hatzbacher Straße 17 Lage |                                 |         |       |
| Bild gesucht BW |                       | Hatzbacher Straße 18 Lage |                                 |         |       |
| Bild gesucht BW |                       | Hatzbacher Straße 19 Lage | (nur als Teil der Gesamtanlage) |         |       |
| Bild gesucht BW |                       | Hatzbacher Straße 20 Lage |                                 |         |       |
| Bild gesucht BW |                       | Hatzbacher Straße 21 Lage | (nur als Teil der Gesamtanlage) |         |       |
| Bild gesucht BW |                       | Hatzbacher Straße 23 Lage | (nur als Teil der Gesamtanlage) |         |       |
| Bild gesucht BW |                       | Hatzbacher Straße 25 Lage |                                 |         |       |
| Bild gesucht BW |                       | Langensteiner Straße 1 Lage |                                 |         |       |
| Bild gesucht BW |                       | Langensteiner Straße 2 Lage | (nur als Teil der Gesamtanlage) |         |       |
| Bild gesucht BW |                       | Langensteiner Straße 4 Lage |                                 |         |       |
| Bild gesucht BW |                       | Langensteiner Straße 7 Lage | (nur als Teil der Gesamtanlage) |         |       |
| Bild gesucht BW |                       | Speckswinkeler Straße 1 Lage |                                 |         |       |
| Bild gesucht BW |                       | Speckswinkeler Straße 2 Lage | (nur als Teil der Gesamtanlage) |         |       |
| Bild gesucht BW |                       | Speckswinkeler Straße 4 Lage |                                 |         |       |
| Bild gesucht BW |                       | Steinweg 1 Lage |                                 |         |       |
| Bild gesucht BW |                       | Steinweg 2 Lage |                                 |         |       |
| Bild gesucht BW |                       | Steinweg 3 Lage |                                 |         |       |
| Bild gesucht BW |                       | Steinweg 4 Lage |                                 |         |       |
| Bild gesucht BW |                       | Steinweg 5 Lage |                                 |         |       |
| weitere Bilder  | Ev. Kirche            | Steinweg Lage |                                 |         |       |
| Bild gesucht BW | Gerichtslinde         | Steinweg o. Nr. Lage |                                 |         |       |
| Bild gesucht BW |                       | Torstraße 1 Lage |                                 |         |       |
| Bild gesucht BW |                       | Torstraße 2 Lage |                                 |         |       |
| Bild gesucht BW |                       | Torstraße 4 Lage |                                 |         |       |
| Bild gesucht BW |                       | Torstraße 5 Lage |                                 |         |       |
| Bild gesucht BW |                       | Torstraße 6 Lage | (nur als Teil der Gesamtanlage) |         |       |
| Bild gesucht BW |                       | Torstraße 7 Lage | (nur als Teil der Gesamtanlage) |         |       |
| Bild gesucht BW |                       | Torstraße 8 Lage | (nur als Teil der Gesamtanlage) |         |       |
| Bild gesucht BW |                       | Torstraße 9 Lage | (nur als Teil der Gesamtanlage) |         |       |
| Bild gesucht BW |                       | Torstraße 10 Lage |                                 |         |       |
| Bild gesucht BW |                       | Torstraße 11 Lage | (nur als Teil der Gesamtanlage) |         |       |
| Bild gesucht BW |                       | Torstraße 12 Lage |                                 |         |       |
| Bild gesucht BW |                       | Torstraße 13 Lage | (nur als Teil der Gesamtanlage) |         |       |
| Bild gesucht BW | Backhaus              | Torstraße 14 Lage |                                 |         |       |
| Bild gesucht BW |                       | Torstraße 14 Lage |                                 |         |       |
| Bild gesucht BW |                       | Torstraße 16 Lage | (nur als Teil der Gesamtanlage) |         |       |
| Bild gesucht BW |                       | Torstraße 18 Lage | (nur als Teil der Gesamtanlage) |         |       |
| Bild gesucht BW |                       | Torstraße 20 Lage | (nur als Teil der Gesamtanlage) |         |       |
| Bild gesucht BW |                       | Torstraße 22 Lage | (nur als Teil der Gesamtanlage) |         |       |
| Bild gesucht BW |                       | Torstraße 24 Lage |                                 |         |       |
| Bild gesucht BW |                       | Torstraße 26 Lage |                                 |         |       |
| Bild gesucht BW |                       | Wolfsgraben 1 Lage | (nur als Teil der Gesamtanlage) |         |       |
| Bild gesucht BW |                       | Wolfsgraben 2 Lage |                                 |         |       |
| Bild gesucht BW |                       | Wolfsgraben 3 Lage | (nur als Teil der Gesamtanlage) |         |       |
| Bild gesucht BW |                       | Wolfsgraben 5 Lage |                                 |         |       |

## Einzeldenkmale
| Bild            | Bezeichnung                | Lage                                             | Beschreibung                                           | Bauzeit | Daten |
| --------------- | -------------------------- | ------------------------------------------------ | ------------------------------------------------------ | ------- | ----- |
| Bild gesucht BW | Stallscheune               | Hans-Ludwig-Straße 22 Lage                       |                                                        |         |       |
| Bild gesucht BW | Wasserbehälter             | Langensteiner Straße LageFlur: 16, Flurstück: 95 |                                                        |         |       |
| Bild gesucht BW | Friedhof                   | Speckswinkeler Straße Lage                       | 17 Grabmäler entlang des Hauptwegs und Kriegerehrenmal |         |       |
| Bild gesucht BW | Portal des alten Friedhofs | Zum Sportplatz 10 Lage                           |                                                        |         |       |